# 武志红
武志红（1974年5月16日—），男，河北无极人，中国心理咨询师、心理治疗师。经营有武志红心理咨询室，担任《心理月刊》专栏作家，著有《巨婴国》、《为何家会伤人》等书。

## 生平
2001年，武志红取得北京大学心理学硕士学位，师从钱铭怡。
2018年，武志红创办广州万物有翼科技有限公司，该公司拥有知名品牌看见心理。

## 主要作品
- 《为何家会伤人》ISBN 9787506286725（05/2007  世界图书出版公司 出版）
- 《为何越爱越孤独》ISBN 9787122049605（04/2008 化学工业出版社 出版）
- 《七个心理寓言》ISBN 9787506287524（2009 世界图书出版公司 出版）
- 《活出你的小宇宙》ISBN 9787549101979（04/2011 南方日报出版社 出版）
- 《为何爱会伤人》ISBN 9787550209671（12/2012 北京联合出版公司 出版）
- 《身体知道答案》 ISBN 9787545905311（01/2013 鹭江出版社 出版）
- 《感谢自己的不完美》ISBN 9787511343178（04/2014 中国华侨出版社 出版）
- 《每一种孤独都有陪伴》ISBN 9787511350626（02/2015 黑天鹅图书 出版）
- 《巨婴国》ISBN 9787213076824（12/2016 浙江人民出版社 出版）
- 《中国式的情与爱》ISBN 9787550293212（07/2017 北京联合出版公司 出版）
- 《我们内心的冲突》（译）ISBN 9787515822655（06/2018 中华工商联合出版社 出版）
- 《为何你总是会受伤》ISBN 9787513922692（10/2018 民主与建设出版社 出版）
- 《拥有一个你说了算的人生》ISBN 9787513923514（01/2019 民主与建设出版社 出版）
- 《走出人格陷阱》ISBN 9787559638762（04/2020 北京联合出版公司 出版）
- 《和另一个自己谈谈心》ISBN 9787505750852（01/2021 中国友谊出版公司 出版）
- 《自我的诞生》ISBN 9787513347518（03/2022 新星出版社 出版）
- 《深度关系》ISBN 9787522520223（03/2023九州出版社出版）

## 外部链结
武志红的哔哩哔哩个人空间